# Noorderslag

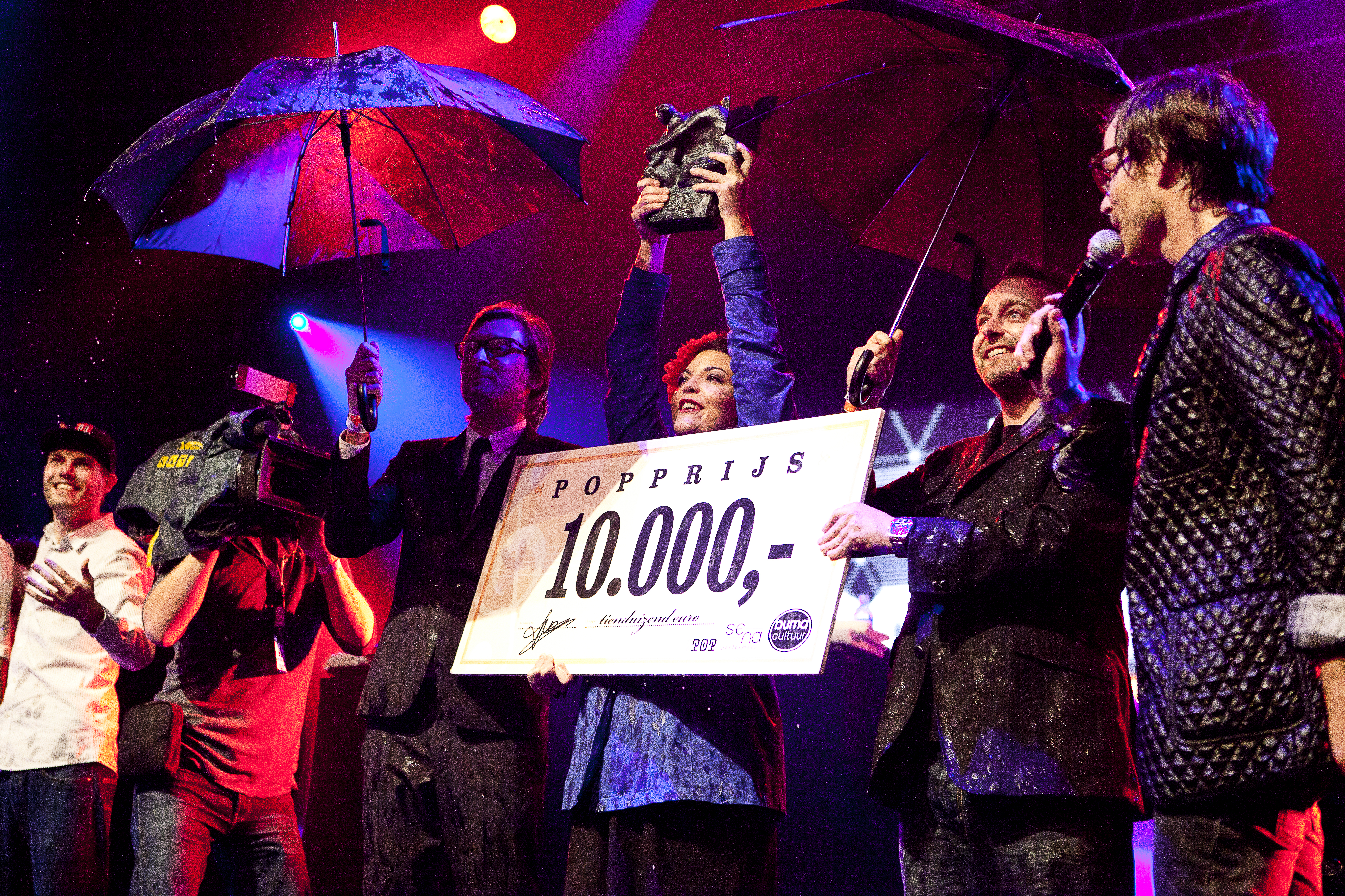
Caro Emerald wint Popprijs 2010 - foto Ben Houdijk

Noorderslag is een eendaags popmuziekfestival dat sinds 1986 jaarlijks in januari wordt gehouden in cultuurcentrum De Oosterpoort in Groningen. Het festival is sinds 1996 onderdeel van Eurosonic Noorderslag (The European Music Conference and Showcase Festival) en vindt plaats op de zaterdag ná Eurosonic. Noorderslag wordt georganiseerd door Stichting Noorderslag.
De eerste editie van Noorderslag werd in 1986 gehouden en was toen nog een “wedstrijd” tussen Nederlandse en Belgische bands. Later kwam het accent te liggen op de Nederlandse popmuziek. Tijdens het festival treden meer dan 50 Nederlandse bands en acts op.
Het festival wordt sinds 2008 rechtstreeks door de NTR op tv (NPO 3) en de radio (NPO 3FM) uitgezonden. Sinds 2004 is het festival ruim van tevoren uitverkocht.

## Popprijs
Tijdens Noorderslag wordt jaarlijks de Popprijs uitgereikt aan de persoon of artiest die in het afgelopen jaar de belangrijkste bijdrage heeft geleverd aan de Nederlandse popmuziek. De Popprijs is een prijs van Buma Cultuur.
Tot 2015 ontving de winnaar van de Popprijs na de bekendmaking de traditionele bierdouche.

## Edities
| Jaar | Editie | Optredens van o.a. |
| ---- | ------ | --- |
| 2024 | 38     | Bokoesam - CHARLOT - Claude - Anna-Rose Clayton - Cocobolo - comforter2 - Roxy Dekker - Dorpsstraat 3 - Droom Dit - Elmer - Flaire - Froukje - Goldkimono - Roxeanne Hazes - Norah Hendriks - Hiqpy - Idaly - Joost - Karsu - Library Card - Zoë Livay - Lusho - Maryn Charlie - Jana Mila - Lenny Monsou - Numidia - néomí - Adriaan Persons - Ploegendienst - Pol - Quique - Reanny - Julia Sabaté - Sarah Julia - Sef - SERA - Sluwe Ollie - Sophie Straat - The Indien - YĪN YĪN                                                                                           |
| 2023 | 37     | Amina - Babs - Bente - Brintex Collective - Brunzyn - Bumble B. Boy - Cavolo Nero - Claude - Cloud Cafe - Coloray - Cosmic Crooner - De Toegift - Dopebwoy - Elephant - Elijah Waters - Fiep - Gladde Paling - Gotu Jim - Hang Youth - Ir-Sais - Joost - Joost van Bellen & DJ St. Paul present: LOVE IS ALL - Katie Koss - Katnuf - Kleine John & Chavanté - Marathon - Natte Visstick - Nobu - Nonchelange - néomí - ParHasard - Oliver Pesch - Personal Trainer - Pitou - Prins S. en De Geit - S10 - Siggy & D1ns - Son Mieux - Sor - The Jordan - Wodan Boys - Zoë Tauran |
| 2022 | 36     | Antoon - Baby's Berserk - Beachdog - Bente - Bnnyhunna - Bob uit Zuid - Cero Ismael - Cho - Cloudsurfers - Cor - Don Melody Club - Elephant - Faske - FLEMMING - Froukje - Future Husband - Goldband - Hang Youth - Karsu - Loupe - Mazey Haze - MEAU - MEROL - Nonchelange - Pom - Prins S. en De Geit - S10 - Sera - Shishani & Miss Catharsis - Son Mieux - Sophie Straat - Tramhaus - Wies - Wodan Boys - Yade Lauren |
| 2021 | 35     | Abbey - ADF Samski - Bente - Banji - Blackbird - Froukje - Pieter de Graaf - Hang Youth - KA - Robin Kester - Kevin - LUWTEN - Nick Klyne - Joya Mooi - Qlas & Blacka - Rolf Sanchez - Sarita Lorena - Son Mieux - Sor - Sophie Straat - Temple Fang - Tim Dawn - Typhoon x Sven Hammond - The Vices - Bilal Wahib - Yade Lauren - Yssi SB - YĪN YĪN |
| 2020 | 34     | A.ROSE - Altın Gün - Ashafar - Thomas Azier - Benny Sings - Judy Blank - Pip Blom - GIAN - Goldband - Gotu Jim - Roxeanne Hazes - The Homesick - Joost - Lars and the Magic Mountain - Duncan Laurence - Lionstorm - Eva van Manen - Merol - Davina Michelle - Naaz - Nona - Pip Blom - Quique - Remme - S10 - Snelle - Spinvis - Tabitha - Eefje de Visser - Vic Willems - Willie Wartaal - Het Zesde Metaal - Zwangere Guy |
| 2019 | 33     | $hirak - Amy Root - Ares - Thomas Azier - Marlene Bakker - Benjamin Herman's Bughouse - Judy Blank - Dave Budha - Famke Louise - Feng Suave - For I Am King - Frenna - Idaly - Jiri11 - Kovacs - Kenny B - Latifah - Jeangu Macrooy - Nielson - Nona - Pitou - Ploegendienst - Jacin Trill - Rondé - S10 - Sam Feldt - Son Mieux - Tape Toy - Willem |
| 2018 | 32     | Boef - Colin Benders - De Likt - EUT - Haevn - Josylvio - Kim Hoorweg - Kraantje Pappie - Leafs - Maan - My Baby - Naaz - Pitou - Roxeanne Hazes - San Holo - Wende - Wulf |
| 2017 | 31     | Aafke Romeijn - Broederliefde - Donnerwetter - Donnie - Jeangu Macrooy - The Jerry Hormone Ego Trip - Jett Rebel - Jonna Fraser - Kevin - The Kik - Klangstof - LUWTEN - Michelle David - Noisia - Paceshifters - Rondé - Ronnie Flex - Rotterdam Airlines - SFB - Teske - Yung Internet |
| 2016 | 30     | Amber Arcades, Birth of Joy, Bökkers, Causes, Douwe Bob, Fresku, Gallowstreet, Haevn, Indian Askin, Kenny B, Klyne, Lucas Hamming, Rondé, Sef, Sevn Alias, Son Mieux, The Brahms |
| 2015 | 29     | Afterpartees, Ares, Bokoesam, Broederliefde, Dotan, Jett Rebel, John Coffey, Jungle by Night, Maaike Ouboter, Mr. Polska, Pitto, Rondé, Ronnie Flex, SBMG, Sven Hammond, The Miseries, Typhoon, zZz |
| 2014 | 28     | Adje, Afterpartees, Birth of Joy, Bo Saris, Boaz van de Beatz, Jebroer, Broederliefde, Cairo Liberation Front, Chef'Special, Clean Pete, Daryll-Ann, De Staat, Digitzz, Eefje de Visser, Gallowstreet, Jett Rebel, MC Fit, Michael Prins, Monomyth, My Baby, Pink Oculus, Sky Pilots, Taymir, The Vagary, Thomas Azier, Town of Saints |
| 2013 | 27     | AlascA, Blaudzun, Broeder Dieleman, Daily Bread, DeWolff, Douwe Bob, Fresku, FS Green, Handsome Poets, Hef, Hydroboyz, Jacco Gardner, Janne Schra, John Coffey, Kensington, Mattanja Joy Bradley, Milkbar, Mozes and the Firstborn, Mr. Polska, Navarone, Ronnie Flex, Sjaak, The Kik, The La La Lies, Town of Saints, traumahelikopter |
| 2012 | 26     | awkward i - Blaudzun - Case Mayfield - Chef'Special Deluxe - Dio - ED - Eefje de Visser - Gerhardt - Gers Pardoel - Hospital Bombers - Jah6 - Kraantje Pappie - Kris Berry - Krystl - Le Le - Lefties Soul Connection - Pioneers of Love - Rats on Rafts - Roosbeef - Spinvis - The Kik - Thomas Azier - Vanderbuyst - Wolfendale |
| 2011 | 25     | A Silent Express - Beans & Fatback - Blaudzun - Caro Emerald - Chef'Special - Dazzled Kid - Death Letters - DeWolff - Eefje - Go Back to the Zoo - Handsome Poets - Happy Camper - Kensington - Kleine Viezerik - Krach - Lola Kite - MakeBelieve - Moss - Only Seven Left - Roos Jonker - Schradinova - Sef - Tim Knol |
| 2010 | 24     | Caro Emerald - Bettie Serveert - Daily Bread - De Staat - DeWolff - Drive Like Maria - DI-RECT - Elske DeWall - Go Back to the Zoo - Janne Schra - Moss- Moke - Rigby - Shaking Godspeed- The Madd - The Mad Trist - The Madd - Wende - Zwart Licht |
| 2009 | 23     | I Kissed Charles - A Brand - Alain Clark - Balthazar - De Kift - Ghinzu - King Jack - Lucky Fonz III - Marit Larsen - Milow - Moke - Novastar - Polarkreis 18 - Room Eleven - Selah Sue - Shameboy - The Black Box Revelation - The Rakes - The Subs - Triggerfinger - Turbo - White Lies - Zita Swoon - zZz |
| 2008 | 22     | Alain Clark - Aux Raus - Agua de Annique - C-mon & Kypski - Claw Boys Claw - The Girls - Hospital Bombers - Leaf - Lucky Fonz III - The Opposites - Pete Philly & Perquisite - Room Eleven - Stevie Ann - Voicst - Wouter Hamel - All Missing Pieces |
| 2007 | 21     | a balladeer - Alamo Race Track - Aux Raus- Boris - C-mon & Kypski - Coparck - Delain - Dennis - Dicecream - Do-The-Undo - El Pino and the Volunteers - Hospital Bombers - Ilse DeLange - Jiggy Djé - Johan - Kempi - Kraak & Smaak - Kubus - Lucky Fonz III - Luie Hond - Noisia - Postman - Room Eleven - Roosbeef - U-Niq - Winne |
| 2006 | 20     | About - André Manuel - At the close of every day - Behave - Bong-Ra - Brace - Charlie Dée - De Jeugd van Tegenwoordig - El Pino and the Volunteers - Epica - GEM - Hind - Jawat! - Kraak & Smaak - meindert Talma & the Negroes - Mondo Leone - Opgezwolle - The Opposites - Racoon - San Andreas - Spinvis - Stevie Ann - Tim (VSOP) - Typhoon - Ziggi Recado - zZz |
| 2005 | 19     | Asrai - Alain Clark & Band - Autumn - Beef! - Brace - DJ Dana - DJ Promo - Face Tomorrow - GEM - K-Liber 4 Life - Lange Frans & Baas B ft. D-Men - Marike Jager - Mondo Leone - Seymour Bits - The Sheer - Solo - Textures - THC - Wende Snijders |
| 2004 | 18     | ADHD - Alamo Race Track - Audiotransparent - DI-RECT - Chuckie - Don Diablo - Epica - The Green Hornet - Intwine - K-Liber 4 Life - Lawn - Moss - Opgezwolle - Peter Pan Speedrock - RMXCRW - meindert Talma - Tasha's World - This Beautiful Mess - Treble - Voicst - We vs. Death - Within Temptation - Wyatt - zZz |
| 2003 | 17     | Alamo Race Track, Anouk, C-Mon & Kypski, E-Life, Face Tomorrow, Krezip, Raymzter, Spinvis, Voicst |
| 2002 | 16     | 16Down, After Forever, Birgit, BLØF, De Kift, DI-RECT, Johan, Jovink en de Voederbietels, Luie Hond, Peter Pan Speedrock, Relax, The Sheer, Stuurbaard Bakkebaard, Vitamin X |
| 2001 | 15     | Beef, Dreadlock Pussy, Green Lizard, Luie Hond, Racoon, Re-Play, Twarres, Within Temptation, The Wounded, Zuco 103 |
| 2000 | 14     | Abel, Brainpower, Daryll-Ann, Ellen Ten Damme, Junkie XL, Krezip, meindert Talma & The Negroes, Spookrijders |
| 1999 | 13     | Band Zonder Banaan, The Gathering, Ilse DeLange, Krezip, Postmen |
| 1998 | 12     | Anouk, Dj Ruffneck, Skik, Travoltas, Within Temptation |
| 1997 | 11     | De Kift, The Gathering, Johan, Neuk!, Skik, Total Touch |
| 1996 | 10     | De Heideroosjes, Extince, The Gathering, Osdorp Posse, Reboelje, Skik, Van Dik Hout |
| 1995 | 9      | Claw Boys Claw, Gorefest, Pigmeat, Van Dik Hout |
| 1994 | 8      | Bettie Serveert, Daryll-Ann, De Kift |
| 1993 | 7      | Bettie Serveert, Claw Boys Claw, Gorefest, Loïs Lane, The Gathering, The Scene |
| 1992 | 6      | Daryll-Ann, The Ex |
| 1991 | 5      | Claw Boys Claw, Jan Rot, Raggende Manne, Tröckener Kecks |
| 1990 | 4      | The Ex, Loïs Lane, Pigmeat, Urban Dance Squad |
| 1988 | 3      | De Dijk, Extince, The Nits, Tröckener Kecks, Urban Dance Squad |
| 1987 | 2      | Claw Boys Claw - Slagerij van Kampen |
| 1986 | 1      | Claw Boys Claw - Tröckener Kecks |